# یوتارو یاناگی
یوتارو یاناگی (انگلیسی: Yutaro Yanagi؛ زادهٔ ۲۶ ژوئن ۱۹۹۵) بازیکن فوتبال اهل ژاپن است.
از باشگاه‌هایی که در آن بازی کرده‌است می‌توان به باشگاه ورزشی یوکوهاما اشاره کرد.